# Hrabstwo Ramsey (Minnesota)
Hrabstwo Ramsey (ang. Ramsey County) – hrabstwo w stanie Minnesota w Stanach Zjednoczonych. Obszar całkowity hrabstwa obejmuje powierzchnię 170,08 mil2 (440,50 km²). Według danych z 2010 r. hrabstwo miało 508 640 mieszkańców. Hrabstwo powstało 2 października 1849 roku i nosi imię Aleksandra Ramseyego, sekretarza wojny Stanów Zjednoczonych i polityka stanu Minnesota.

## Sąsiednie hrabstwa
- Hrabstwo Anoka (północ)
- Hrabstwo Washington (wschód)
- Hrabstwo Dakota (południe)
- Hrabstwo Hennepin (zachód)

## Miasta
- Arden Hills
- Falcon Heights
- Gem Lake
- Lauderdale
- Little Canada
- Maplewood
- Mounds View
- New Brighton
- North Oaks
- North St. Paul
- Roseville
- Shoreview
- Saint Paul
- Spring Lake Park
- Vadnais Heights
- White Bear Lake